# Tipula (Lunatipula) lagunicola
Tipula (Lunatipula) lagunicola is een tweevleugelige uit de familie langpootmuggen (Tipulidae). De soort komt voor in het Neotropisch gebied.